# Gli ultimi
Gli ultimi è un film del 1963 diretto da Vito Pandolfi e padre David Maria Turoldo.
Il film è ispirato al racconto autobiografico di Turoldo Io non ero un fanciullo, e parla della vita dei contadini friulani negli anni trenta; è stato girato interamente in Friuli con attori non professionisti.
Nel progetto originale di Turoldo doveva essere il primo episodio di una trilogia (la vita contadina, l'emigrazione, il ritorno) ma è rimasto il suo unico film.

## Trama
Il bambino Checo è figlio di contadini affittuari, e viene deriso dai suoi coetanei per la sua indigenza e chiamato spregiativamente Spaventapasseri. Come in un romanzo di formazione, Checo, che simbolicamente rappresenta il Friuli, affronta un percorso a tappe che lo porterà alla consapevolezza, all'emancipazione e al riscatto finale.

## Critica
In anticipo sui tempi e fuori sintonia con la voglia di modernità e benessere che gli anni sessanta del boom economico portarono anche in Friuli, Gli ultimi non ebbe successo all'epoca ed è rimasto una rarità cinematografica.

## Restauro
Nel 2002, in occasione dei 40 anni dalla realizzazione, con il restauro della pellicola e la successiva uscita in VHS, il film ha avuto nuova visibilità. Dopo ulteriori ricerche e ritrovamenti e grazie al nuovo restauro digitale, per i 50 anni è stata realizzata un'edizione speciale in doppio DVD curata dalla Cineteca del Friuli, dal Centro Espressioni Cinematografiche di Udine e da Cinemazero di Pordenone. Il cofanetto contiene due versioni del film (quella uscita nelle sale il 31 gennaio 1963 e quella - più lunga di alcuni minuti - presentata a Venezia nel 1962, dove il film non fu selezionato ma fu comunque proiettato a margine della Mostra del Cinema di Venezia in una saletta del Lido), e più di cento minuti di contenuti extra, alcuni del tutto inediti.